# Danilo Gabriel de Andrade
Danilo Gabriel de Andrade, eller bara Danilo, född 11 juni 1979 in São Gotardo i Brasilien, är en brasiliansk fotbollsspelare offensiv mittfältare som spelar för brasilianska Corinthians sedan 2010. Han inledde sin karriär i Goiás, men gick 2003 över till São Paulo. Under sin tid i São Paulo fick han smeknamnet ZiDanilo, en liknelse med Zinedine Zidane då Danilo blev känd för sin teknik, spelförståelse och förmåga att göra mål. Några år senare gick flytten utomlands, till det japanska laget Kashima Antlers där han hann vara med om att vinna serien tre gånger och att vinna Emperors Cup en gång. Han återvände sedan till Brasilien för att spela i Corinthians.
Alexandre Lozetti, en kolumnist för GloboEsporte.com, har uttryckt att "Danilo är den bäste fotbollsspelaren som aldrig spelat för eller blivit uttagen till sitt landslag".